# Éric Lebrun

Éric Lebrun, 2011

Éric Lebrun (* 19. November 1967 in Talence) ist ein französischer Organist und Komponist.
Lebrun war Schüler von Gaston Litaize und Anne-Marie Barat und studierte am Conservatoire de Paris, wo er unter anderem den ersten Orgelpreis in der Klasse von Michel Chapuis gewann. Nachdem er 1990 Laureat des Grand Prix de Chartres war, wurde er Organist an der Kirche Saint-Antoine-des-Quinze-Vingts in Paris, die über eine bedeutende Cavaillé-Coll-Orgel verfügt. Er war Orgeldozent am Conservatoire National de Région d'Angers und wirkte mehrere Jahre an der Internationalen Akademie von Comminges; heute ist er Orgeldozent am Conservatoire à rayonnement régional de Saint-Maur-des-Fossés. Mit André Isoir gründete er die Akademie von Nemours-Saint Pierre. Mit seiner Ehefrau, der Organistin Marie-Ange Leurent tritt er auch als Duo zu vier Händen auf. In dieser Besetzung führte er Werke von Mozart und seinen Zeitgenossen auf.
Lebrun komponierte Trois poèmes liturgiques, Nocturne pour cordes, Canticum Fratris Solis und weitere Werke.